# Sierra de Ancares
La sierra de Ancares est un massif de montagnes situé dans le nord-ouest de la péninsule Ibérique. Elle marque la limite entre la province de León (communauté autonome de Castille-et-León) et celle de Lugo (en Galice), en Espagne.